# 58534 Logos
58534 Logos ett cubewano i kuiperbältet, tidigare känd som (58534) 1997 CQ29. Det upptäcktes 1997 från observatoriet på Mauna Kea. Objektet har en anmärkningsvärt hög Albedo för denna typ av objekt. Namnet, Logos, kommer från grekiska språket där det bland annat har betydelsen ’ord’ men kan syfta på olika begrepp inom grekisk mytologi och judisk-kristen litteratur.

## Zoe (måne)
Logos har en satellit: Zoe. Den upptäcktes 17 november 2001 av K.S. Noll med flera med hjälp av rymdteleskopet Hubble. Satelliten har det officiella namnet (58534) Logos I Zoe. Medelavståndet till Logos är 8010 ± 80 kilometer och excentriciteten 0,45 ± 0,03. Omloppstiden är 312 ± 3 dygn. Den uppskattade diametern är 66 kilometer och massan (0,15 ± 0,02) × 1018 kg.